# Rasplinjavanje
Rasplinjavanje ili uplinjavanje je jedan oblik nepotpunog sagorijevanja krutog goriva (ugljen, biomasa, drveni ugljen, gradski otpad ili slično) kojim nastaje sintetski plin. Zbog zagrijavanja na visokoj temperaturi, kruto gorivo počinje ispuštati zapaljive plinove, koji ne sagorijevaju zbog nedostatka kisika. Dakle, pomoću ovog postupka moguće je od drveta ili nekog drugog oblika biomase, proizvesti drvni plin, koji se može koristiti kao pogonsko gorivo za motore s unutarnjim izgaranjem, najčešće za pogon vozila ili za proizvodnju električne energije pomoću agregata. Rasplinjanjem drveta nastaje mješavina sljedećih zapaljivih plinova: vodik (20%), ugljikov monoksid (20%) i metan (3%). Osim ova tri plina nastaju i dušik i ugljikov dioksid koji nisu zapaljivi.

## Rasplinjavanje biomase
Rasplinjavanje (gasifikacija) je termokemijski postupak koji se ostvaruje kada se biomasa zagrijava u sredini sa smanjenim udjelom kisika i tada dolazi do proizvodnje sintetskog plina, niske ili srednje ogrjevne vrijednosti i koji sadrži ugljikov monoksid CO i vodik H2. U zavisnosti od sadržaja ugljika i vodika biomase, te svojstava rasplinjača, ogrjevna vrijednost proizvedenog sintetskog plina može se mijenjati od 10 do 50% od ogrjevne vrijednosti prirodnog plina. Ogrjevna vrijednost nastalog plina uvjetovana je udjelom ugljikovog monoksida i vodika koji nastaju tokom postupka rasplinjavanja. A preostali sastojci plina su prije svega ugljikov dioksid CO2, mala količina metana CH4 i drugih nesagorivih plinova.
Rasplinjavanje biomase nudi određene prednosti u odnosu na direktno sagorjevanje biomase, jer je plin bez pepela i drugih kemijskih spojeva u produktima sagorjevanja, a posebno je pogodan za primjene kao što su visokoučinkoviti kotlovi i peći. Proizvedeni plin može se dalje preraditi (očistiti), što bi omogućilo korištenje za pogon strojeva, kao što su brzohodni klipni motori i turbine ili za mala postrojenja za kombiniranu proizvodnju toplinske i električne energije (< 5 MW). Vrlo čist plin se također može koristiti kao sirovina za kemijske procese. Katalitički i biološki procesi su u fazi razvoja i svrha im je pretvorba sintetskog plina u alkohol (bioetanol), biodizel, sintetski prirodni plin i vodik.
Svaka prihvatljivo suha biomasa se može pretvarati u sintetski plin, koji se također može koristiti kao gorivo ili kemijska sirovina. Proizvodnja bioplina ima širok spektar mogućih primjena, uključujući odlagališta otpada, postrojenja za preradu gradske otpadne vode, poljoprivredne farme, industriju celuloze i papira, te industriju hrane i pića.

## Rasplinjavanje gradskog i industrijskog otpada
Gradski čvrsti otpad sadrži značajan dio organske materije, koja stvara različite plinovite produkte u uvjetima kada je otpad odložen, zbijen i pokriven na odlagalištima otpada. Anaerobne bakterije djeluju u okruženju bez kisika, što dovodi do razlaganja organskih tvari i proizvodnje ugljikovog dioksida i metana. Ugljikov dioksid, koji je rastvorljiv u vodi, vjerojatno će otići izvan odlagališta otpada prirodnim procesom. S druge strane, metan koji je manje rastvorljiv u vodi i lakši od zraka, također će težiti da otiđe iz odlagališta otpada, ali odgovarajuće energetsko postrojenje na odlagalištu otpada će ga sakupiti i spaliti u energetske svrhe.
Visokotemperaturno rasplinjavanje je destruktivna destilacija organske materije. Taj destilacijski proces je izazvan primjenom toplinske energije unesene posredno izvana, indirektno bez prisutnosti kisika, što reducira materijal na energetski upotrebive gorive
plinove i neotrovne, netopive anorganske ostatke. Time se ostvaruje maksimalna redukcija volumena. Temperatura se može podesiti za vođenje procesa između 1500 i 2000 °C. Reaktor za rasplinjavanje je ključni dio postrojenja. Radi bez odvođenja dimnih plinova u
atmosferu i uplinjava energetski briket. Reaktor se grije indukcijskim električnim grijanjem, a sastoji se od specijalnih slojeva grafita i aluminijske keramike. Pirolitički plin se pročišćava tijekom napuštanja reaktora prije prelaska u spremnike. Krute čestice u plinu se filtriraju da se omogući nesmetana primjena plina za pogon plinske turbine. Plin se nadalje koristi za pogon plinske turbine i uz mogućnost primjene i prirodnog plina. Dodatna količina otpadne topline je na raspolaganju za daljnju upotrebu. Proizvedeni plin u reaktoru prevodi se preko katalizatora koji daje dovoljnu količinu vodika i kisika da se postigne željena temperatura procesa u reaktoru. U isto vrijeme osigurava se dovoljna količina gorivog plina za pogon električnoga generatora koji proizvodi električnu energiju.

## Rasplinjavanje ugljena
Reakcijom ugljena s vodenom parom pri visokim temperaturama nastaje sintetski plin (vodeni plin). To je nekad bio najzastupljeniji postupak dobivanja sintetskog plina (do 1960.). Dio ugljena (od 30 do 40%) u potpunosti izgara (zato se postupak provodi uz smjesu O2/H2O = 1/1), što osigurava reakcijsku toplinu za endotermnu reakciju nastajanja smjese CO/H2:
C + H2O → CO + H2
∆H°298 = 175,3 kJ/mol
C + O2 → CO2
∆H°298 = -393,5 kJ/mol
CO2 + C → 2 CO
∆H°298 = 172,5 kJ/mol
Endotermna reakcija rasplinjavanja (plinofikacije) ugljena zahtijeva veliki utrošak energije potrebne za temeljnu reakciju, a također je potrebna i vrlo visoka temperatura (od 900 do 1000 ºC) za odgovarajuću ukupnu brzinu reakcije, što se osigurava spaljivanjem ugljena. Premda je cijena sirovine, ugljena, prema drugim sirovinama relativno niska, postupak je ekonomičan samo uz vrlo velike proizvodne kapacitete i istodobne primjene "na licu mjesta" (uz nuklearne elektrane, ugljenokopi u Južnoafričkoj Republici - "Sasol postupak").

### Kombinirani proces s integriranim uplinjavanjem ugljena
Kombinirani proces s integriranim uplinjavanjem ugljena IGCC (engl. Integrated Gasification Combined Cycle) je tehnologija u kojom se ugljen, biomasa ili otpad pretvara u sintetski plin. Zatim se odstranjuju nečistoće iz nastalog pline prije izgaranja, te se nastoji pretvoriti sve zagađivače u koristan ostatak. To rezultira nižim emisijama sumpornog dioksida SO2, čestica i žive. Višak topline iz primarnog izgaranja i generacije se odvodi u generator pare, što rezultira većom učinkovitošću u odnosu na konvencionalne termoelektrane na ugljen. 
Prikazan je shematski prikaz rada postrojenja s inegriranim uplinjavanjem ugljena: